# Аракажу (агломерация)
Аракажу (порт. Região Metropolitana de Aracaju) — крупная городская агломерация в Бразилии. Центр — город Аракажу в штате Сержипи.

## Население
Численность населения агломерации по состоянию на 2007 год составляла 759 998 человек, по состоянию на 2014 год — 912 647 человек. Занимает площадь 860,1 км². Плотность населения — 1061 чел./км².

## Состав агломерации
В агломерацию входят все 4 муниципалитета микрорегиона Аракажу:
1. Аракажу
2. Барра-дус-Кокейрус
3. Носа-Сеньора-ду-Сокорру
4. Сан-Кристован

## Статистика
- Валовой внутренний продукт на 2005 год составляет 6 478 766 340 реалов (данные: Бразильский институт географии и статистики).
- Валовой внутренний продукт на душу населения на 2005 год составляет 8449,06 реалов (данные: Бразильский институт географии и статистики).
- Индекс развития человеческого потенциала на 2000 год составляет 0,763 (данные: Программа развития ООН).